# Santa Rosa (hardware)
Santa Rosa è il nome in codice della quarta generazione della piattaforma Centrino sviluppata da Intel per i computer portatili, e arrivata sul mercato con il nome commerciale di Centrino Duo. È stata presentata il 5 aprile 2007 per sostituire la precedente Napa, sul mercato dall'inizio del 2006.
Per essere più precisi si potrebbe anche dire che Santa Rosa succede alla piattaforma Napa64, che è il nome che ha preso la piattaforma Napa a partire da agosto 2006, quando ne è stato aggiornato il solo processore, passando da Yonah a Merom. Quest'ultimo poi è alla base anche di Santa Rosa.

## Centrino Pro
La piattaforma Santa Rosa è stata commercializzata non solo sotto il nome di Centrino Duo ma anche con il nuovo Centrino Pro (poi rinominata in Centrino vPro per uniformità con l'altra piattaforma simile del settore desktop) che è in sostanza una particolare versione di Centrino Duo con l'aggiunta di alcune tecnologie che possono essere utili in ambito business, tra le quali la IAMT per l'amministrazione remota del sistema e il supporto BIOS alla tecnologia di virtualizzazione Vanderpool; si tratta di 2 caratteristiche mutuate dalla piattaforma desktop vPro.

## Componenti
Così come le precedenti 3 generazioni di piattaforma Centrino (Carmel, Sonoma e Napa) erano basate su 3 componenti chiave, vale a dire, CPU, Chipset e Scheda wireless espressamente progettati per l'impiego in ambito mobile e quindi per avere come principale obiettivo il giusto bilanciamento tra prestazioni e consumi, anche per la nuova Santa Rosa Intel ha mantenuto gli stessi requisiti, e solo se un sistema integra tutti e 3 i componenti suggeriti dalla casa madre, esso poteva fregiarsi del "logo Centrino Duo", mentre se un produttore decideva di utilizzare solo la CPU suggerita ma una diversa scheda di rete wireless, esso avrebbe solo potuto portare il logo relativo alla CPU impiegata e non quello dell'intera piattaforma.

## Caratteristiche principali
Pochi mesi dopo la presentazione di Napa (la piattaforma precedente a Santa Rosa) e quindi del Core Duo Yonah, ad agosto 2006 Intel presentò il primo processore mobile ad essere basato sulla nuova architettura Intel Core Microarchitecture, conosciuto come Core 2 Duo Merom. Si trattava di un processore completamente nuovo, ispirato sul precedente Yonah, ma caratterizzato da tante novità da essere considerato totalmente innovativo. Trattandosi di un aggiornamento della sola CPU la piattaforma di riferimento era rimasta ancora Napa, sebbene basata sul nuovo processore, e quindi rinominata formalmente Napa Refresh o Napa64 dato che la nuova CPU integrava le istruzioni EM64T per l'esecuzione di codice a 64 bit. Si tratta in effetti dello stesso approccio che Intel aveva già utilizzato al momento della presentazione del secondo Pentium M (Dothan) che aveva in un primo tempo semplicemente aggiornato la piattaforma Carmel precedente, e che il produttore ha intenzione di conservare anche per il futuro per successive generazioni di Centrino.
Il 9 maggio 2007 arrivò l'atteso aggiornamento dell'intera piattaforma che prese il nome di Santa Rosa. Di seguito i 3 componenti chiave della piattaforma:
- Processore - Core 2 Duo Merom

A parte essere basato sulla nuova architettura ed essere dotato delle istruzioni EM64T, il nuovo Core 2 Duo Merom veniva realizzato sempre a 65 nm ed era ancora una CPU dual core realizzata mediante l'approccio a Die Monolitico. La cache L2 però era stata raddoppiata (passando da 2 MB di Yonah, a 4 MB) e il bus saliva ulteriormente fino a 800 MHz. A parità di consumo, era in grado di offrire prestazioni superiori del 20% rispetto al predecessore.
- Chipset - Crestline (commercializzato come i965GM ovvero una variante dell'i965)

Il BUS massimo supportato era ovviamente quello a 800 MHz. Le altre caratteristiche rimanevano molto simile al predecessore Calistoga, eccetto il comparto grafico che è stato ulteriormente potenziato diventando a shader unificati.
- Scheda wireless - Kedron (commercializzata come Intel Pro Wireless 4965 AGN)

La sua principale novità rispetto alla precedente Golan era il supporto anche allo standard 802.11n, che grazie alla presenza di più antenne promette di quintuplicare la banda passante ed estendere significativamente la portata del segnale.
Non era invece presente il chip WWAN, che avrebbe dovuto essere sviluppato in collaborazione fra Intel e Nokia, nome in codice Windigo, con supporto 2.5G (EDGE, fino 348 kBps) e 3G (CDMA-2000/WCDMA, fino a 2.4 Mbps). Nei primi annunci Intel suggeriva di aggiungere un socket SIM nei dispositivi portatili che avrebbero voluto implementare tale tecnologia.

## Altre innovazioni
Come accennato prima, le innovazioni alla piattaforma mobile arrivate con Santa Rosa, sono molteplici, e molte di queste sono talmente complesse e nascoste nei meandri dell'architettura dei singoli componenti che risulta assai arduo poterle elencare tutte, inoltre questa nuova generazione si presenta con un più alto grado di flessibilità, a seconda dei diversi segmenti di mercato a cui si rivolge.

### Tempi di avvio
Nei primi giorni di febbraio 2006 si era cominciato a parlare della possibile introduzione all'interno della piattaforma Santa Rosa, della tecnologia Intel Turbo Memory (precedentemente conosciuta con il nome in codice Robson), ovvero una tecnologia che grazie alle memorie Flash permette di accelerare l'avvio, sia del sistema operativo che dei programmi di più frequente utilizzo.
Tale tecnologia ha poi trovato effettivamente spazio all'interno di Santa Rosa e in pratica consiste nell'inserire in un computer portatile, oltre alla RAM e all'hard disk, anche una memoria di tipo flash, quindi non volatile, di dimensioni variabili tra 64 MB e 2 GB, in cui memorizzare informazioni più svariate, ovvero le informazioni e i dati che vengono tipicamente richiesti dal sistema, permettendo di velocizzarne l'esecuzione essendo di gran lunga più veloce degli hard disk moderni, i quali sarebbero mantenuti come grande memoria dati del sistema.

### Durata della batteria
Sembra che l'attenzione del pubblico per i sistemi portatili sia ormai rivolta più all'autonomia di esercizio che alle pure prestazioni; per questo motivo Intel ha introdotto in Santa Rosa ben 4 nuove tecnologie volte a massimizzare il risparmio energetico, risparmio che il produttore quantifica in circa 1,5 W. Di seguito il dettaglio dei 4 interventi:
- D²PO: grazie a questa tecnologia, viene eseguita un'analisi in tempo reale di quello che viene riprodotto sullo schermo. Nel caso in cui vengano individuate immagini in movimento, il pannello viene utilizzato alle sue massime prestazioni, vale a dire creando un'immagine a 60 Hz progressivi mentre, nel caso in cui si passi alla visualizzazione di immagini statiche (come ad esempio in ambito Office), lo schermo viene automaticamente regolato a 60 Hz interlacciati. Grazie a questa tecnologia Intel conta di diminuire i consumi di circa 200 mW / 400 mW.
- Display P-States technology: si tratta di una tecnologia complementare alla precedente, sempre basata sull'analisi di quanto viene visualizzato a monitor. Sfruttando sempre la modalità progressiva, viene introdotta la possibilità di variare anche la frequenza di aggiornamento (Refresh) dello schermo che può scendere dai 60 Hz originali fino a 50 Hz o 40 Hz allo scopo di risparmiare altri 200 mW / 300 mW.
- Display Power Saving Technology (DPST) 3.0: grazie a questa tecnologia Intel conta di diminuire il consumo dello schermo di ben 25% grazie a non meglio precisati interventi sulla luminosità del pannello. In termini quantitativi il consumo dovrebbe ridursi di circa 400 mW / 700 mW.
- Auto Connect Battery Saver (ACBS): in questo caso l'intervento è rivolto all'interfaccia di rete; nel caso in cui il portatile risulti scollegato da una rete, il sistema provvede a spegnere fisicamente il chip di controllo della rete LAN. Quest'ultima tecnologia consente di risparmiare altri 101 mW.

### Dal BIOS all'Extensible Firmware Interface (EFI)
Con il rilascio dei primi iMac della Apple con processore Intel, è iniziata la transizione dei computer verso il nuovo Extensible Firmware Interface, ovvero l'erede del BIOS. Al momento dell'annuncio della nuova piattaforma, appariva chiara l'intenzione di Intel di introdurre tale innovazione anche nel settore PC, iniziando proprio dalla piattaforma Santa Rosa; successivamente però non si sono più avute conferme in tal senso. Il più grosso freno all'adozione massiccia di questa nuova tecnologia è rappresentato dal supporto software e in particolare del sistema operativo Microsoft Windows. Mentre il sistema operativo dei sistemi MacBook, macOS, offre pieno supporto a EFI, Microsoft era al momento molto più indietro su questo fronte. Windows XP non lo supporta, mentre Windows Vista offre tale compatibilità ma solo nella versione a 64 bit, più costosa e dalla diffusione decisamente più limitata.
Al momento la piattaforma Santa Rosa alla base dei sistemi MacBook supporta EFI, mentre nella stragrande maggioranza dei casi dei sistemi basati su Windows, tale supporto non è presente.

## La piattaforma successiva
A inizio 2008 è stato presentato il successore del processore Merom, Penryn basato sulla seconda generazione dell'architettura Intel Core Microarchitecture e realizzato mediante il processo produttivo a 45 nm. Trattandosi di un aggiornamento della sola CPU la piattaforma di riferimento è rimasta ancora Santa Rosa, sebbene basata sul nuovo processore, e quindi rinominata formalmente Santa Rosa Refresh. Si tratta in effetti dello stesso approccio che Intel aveva già utilizzato al momento della presentazione del secondo Pentium M (Dothan) che aveva in un primo tempo semplicemente aggiornato la piattaforma Carmel precedente, e al momento della presentazione di Merom che ha aggiornato la precedente Napa, sostituendo il Core Duo Yonah.
Inizialmente le piattaforme successive a Santa Rosa erano state chiamate da Intel con i nomi di Alpha, Baker e Charlie, e dovevano essere tutte caratterizzate da consumi e dimensioni sempre più ridotti.
La piattaforma che succederà a Santa Rosa arriverà a maggio 2008 ed è conosciuta con il nome in codice di Montevina, ma Intel non ha mai specificato se si tratti del nuovo nome della piattaforma annunciata come Alpha. Il produttore ha deciso di aggiornare ancora una volta i nomi commerciali Centrino Duo e Centrino vPro, sempre allo scopo di evidenziare maggiormente i cambiamenti tecnologici, creando i nuovi marchi Centrino 2 e Centrino 2 vPro. Oltre al processore, il nuovo chipset Cantiga porterà il supporto alla memoria DDR3 e un comparto grafico decisamente più potente rispetto ai precedenti, mentre la scheda wireless offrirà anche supporto a WiMax.